# Иван Бърдаров
Иван Бърдаров е български учител и революционер, деец на Вътрешната македоно-одринска революционна организация.

## Биография
Роден е в град Щип, тогава в Османската империя. Заминава да учи в Кюстендилското педагогическо училище, където е член на Младежкото македонско дружество. Там е образуван македонски театър с главни артисти Христо Чемков и Иван Бърдаров. Бърдаров започва работа като учител и учителства във Валандово, където пострадва при Валандовската афера от 1899-1900 година. По повод мъченията по време на аферата Бърдаров пише песен, популярна и в съвременността. По време на учителстването си в 1909 година пише песента „Песен за младотурския парламент“.